# Wiatr ze wschodu, wiatr z zachodu
Wiatr ze wschodu, wiatr z zachodu (ang. East Wind: West Wind) – amerykańska powieść autorstwa Pearl S. Buck, wydana po raz pierwszy w 1930. Jest debiutem literackim pisarki. Opowiada o chińskiej kobiecie, Kwei-lan oraz o zmianach, które przechodzi jej rodzina. Dwa pierwsze polskie wydania ukazały się pod tytułem Spowiedź Chinki. W kraju pojawiła się po raz pierwszy w 1959, nakładem Ludowej Spółdzielni Wydawniczej, w tłumaczeniu Wandy Kragen. Kolejne wznowienia pojawiły się w 1960 oraz w 2007 (nakładem Wydawnictwa Muza, tłumaczyła Magdalena Jędrzejewska).

## Fabuła
Dobrze urodzona Kwei-lan zostaje wydana za mężczyznę, którego ojciec jest przyjacielem jej rodziny. Ten jednak mija się z jej oczekiwaniami. Młoda kobieta nie rozumie, jak ma się zachowywać w towarzystwie wykształconego lekarza. Wkrótce po zawiązaniu małżeństwa, para wyprowadza się z tradycyjnego, chińskiego dworu, przeprowadzając się do amerykańskiego domu. Tym samym mąż Kwei-lan łamie zwyczaj obowiązujący w kraju. Relacja pary poprawia się dopiero po tym, gdy mąż prosi Kwei-lan o rozwiązanie stóp. Ta szybko zaczyna zauważać, że lepiej jej się chodzi. Tworzy się uczucie między dwojgiem młodych ludzi, a owocem ich związku jest syn. 
W tym czasie mieszkający w USA starszy brat Kwei-lan żeni się z Amerykanką, mimo że w Chinach oczekuje na niego narzeczona wybrana przez rodziców. Rodzina dowiaduje się o wszystkim przez przyjaciela mężczyzny, który wysyła im list. Wkrótce brat Kwei-lan przybywa do Chin wraz z żoną, Mary. Ma nadzieję, że rodzina ją zaakceptuje, lecz niestety tak się nie dzieje. Bliscy mężczyzny domagają się, aby ten dał pieniądze swojej żonie i odesłał ją do USA. Brat Kwei-lan nie robi tego. Wkrótce okazuje się, że Mary jest w ciąży. Główna bohaterka, pomimo bariery językowej oraz początkowej niechęci, zaprzyjaźnia się ze szwagierką.
Wkrótce umiera matka Kwei-lan. Rodzina nakazuje jej bratu odesłać Mary do USA i grozi, że mężczyzna zostanie wydziedziczony, jeśli nie poślubi przeznaczonej mu dziewczyny. Ten odmawia i przeprowadza się do mieszkania niedaleko domu Kwei-lan. Dziecko, które wkrótce przychodzi na świat, łączy dwie rodziny i różne kultury.